# Luděk Macela
Luděk Macela (3. října 1950 Černolice, Československo – 16. června 2016) byl československý resp. český fotbalový obránce. Byl kapitánem týmu, který na olympijských hrách v Moskvě v roce 1980 vybojoval zlaté medaile. Po skončení aktivní kariéry působil jako fotbalový funkcionář.

## Fotbalová kariéra
V československé lize hrál za Duklu Praha. Nastoupil ve 277 ligových utkáních a dal 12 gólů.
V letech 1967 až 1982 hráč Dukly, se kterou vybojoval tři ligové tituly (1977, 1979 a 1982), v roce 1981 Československý pohár. V Poháru mistrů evropských zemí nastoupil v 6 utkáních, v Poháru vítězů pohárů ve 4 utkáních a v Poháru UEFA ve 12 utkáních a dal 2 góly

## Ligová bilance
| Ročník                                   | Zápasy | Góly | Klub        |
| ---------------------------------------- | ------ | ---- | ----------- |
| 1. československá fotbalová liga 1972/73 | 23     | 1    | Dukla Praha |
| 1. československá fotbalová liga 1973/74 | 30     | 1    | Dukla Praha |
| 1. československá fotbalová liga 1974/75 | 28     | 0    | Dukla Praha |
| 1. československá fotbalová liga 1975/76 | 30     | 1    | Dukla Praha |
| 1. československá fotbalová liga 1976/77 | 27     | 2    | Dukla Praha |
| 1. československá fotbalová liga 1977/78 | 30     | 3    | Dukla Praha |
| 1. československá fotbalová liga 1978/79 | 28     | 0    | Dukla Praha |
| 1. československá fotbalová liga 1979/80 | 29     | 4    | Dukla Praha |
| 1. československá fotbalová liga 1980/81 | 29     | 0    | Dukla Praha |
| 1. československá fotbalová liga 1981/82 | 23     | 0    | Dukla Praha |
| CELKEM 1. liga                           | 277    | 12   |             |

## Funkcionářská kariéra
Po ukončení aktivní kariéry působil jako funkcionář Československého, později Českomoravského fotbalového svazu (např. předseda komise rozhodčích a delegátů), a jako předseda SK Černolice.